# Kon hesi baka Kom gauw terug
Kon hesi baka Kom gauw terug is een Nederlandstalig kinderboek, geschreven door Henk Barnard, met illustraties van Reintje Venema. Het werd uitgegeven in 1976 door Van Holkema & Warendorf (Bussum) en een aantal maal herdrukt (6e druk: 1980). In 1993 werd het opgenomen in de omnibus 5x bekroond. De doelgroep is 12+.

## Prijzen en bewerkingen
In 1977 werd het boek bekroond met de Gouden Griffel. Barnard won in 1973 al een Gouden Griffel voor zijn boek De Marokkaan en de kat van tante Da.
De Ikon zond een gelijknamige, achtdelige jeugdserie uit op basis van het boek Kon hesi baka (1977-1978). Het scenario en de regie waren van Henk Barnard zelf. In 1980 werd de serie bewerkt en in vier delen uitgezonden. De rol van Georgien werd gespeeld door Elain Tuur.

## Inhoud
Het verhaal gaat over Georgien, een meisje in Suriname. Haar moeder gaat naar Nederland om werk te zoeken en laat haar en haar broertje naderhand overkomen.
Zowel het leven in Suriname vlak voor de onafhankelijkheid in 1975, als de problemen van de Surinaamse gemeenschap in Nederland komt aan de orde. Ook wordt er een overzicht van de geschiedenis van Suriname gegeven, is er een plattegrond toegevoegd en wordt de betekenis van Surinaamse woorden toegelicht.

## Boekbesprekingen
Na verschijning en na de toekenning van de Gouden Griffel verschenen er in verschillende kranten besprekingen van het boek.
- "Kon hesi baka mag dan misschien geen uitschieter zijn, het boek is alleszins waard door zoveel mogelijk kinderen gelezen te worden. (...) Verschillen tussen Suriname en Nederland worden op onnadrukkelijke wijze aangeduid, en over de sociale toestanden in Suriname wordt zelfs erg goed en uitgebreid verteld. (...) Prima stof tot nadenken en ook erg geschikt om in de klas te behandelen, ten einde tot beter begrip te komen van die kinderen die er zo opeens bijgekomen zijn". (Mischa de Vreede, NRC Handelsblad, 1977).[3]
- "(...) waarin hij opnieuw bewijst dat hij een bepaalde sociale problematiek die hem bezighoudt goed weet te verpakken in een boeiend doorleefd verhaal dat belevensmogelijkheden biedt. (...) Doordat de schrijver nu zowel de problemen van Georgien als die van haar broertje naar voren schuift is dit deel onevenwichtiger. Hij heeft te veel in een te kort bestek bijeengebracht. (...) Een waardevol boek (...). Zeer geschikt ook om voor te lezen in klas of groep". (W. Goeman-Van Randen, Leeuwarder courant, 1977).[4]
- "Toch is Kon hesi baka wel een hoopvol boek, vooral verwoord door oom Albert. (...) hij vindt dat de Surinamers hun land moeten gaan opbouwen. Hij vraagt de kinderen daarom terug te komen. (...) Een kinderboek schrijven heeft voor Henk Barnard alleen maar nut als het ons een stapje dichter bij een rechtvaardige samenleving brengt". (Limburgs dagblad, 1977).[5]
- "Henk Barnard blijkt op de hoogte te zijn van de Surinaamse feiten, zodat zelfs de kleinste details in zijn boek verantwoord zijn. (...) Barnard is erin geslaagd de confrontatie van twee werelden zodanig te beschrijven, dat deze niet een typisch Surinaams-Nederlands probleem blijft, maar een algemeen menselijk: leer begrip te hebben voor de ander, veroordeel niet wat je niet kent". (Wim Rutgers, Amigoe, 1978).[6]
- "Want nadat via reeksen pedagogische, ethische, psychologisch, literaire en esthetische norman dit jaar Kon hesi baka / Kom bauw terug van Henk Barnard als beste kinderboek was aangewezen, is deze keuze thans weggehoond door… kinderen zelf. Hun was -uiteraard- niets gevraagd (...). Niet minder dan 24 jury's werden gevormd, elk van acht tot tien kinderen. Joel en de veenheks van B. Dubbelboer, Geef me de ruimte van Thea Beckman en Die rotschool met de fijne klas van Jac. Vriens wonnen het ruimschoots van het "verantwoorde" boek van Barnard". (Het vrije volk, 1977).[7]